# Victoire (navire)
Pour les articles homonymes, voir Victoire.
La Victoire est un navire de commerce français. C'est sur ce navire que La Fayette et Johann de Kalb effectuent leur premier voyage en Amérique en 1777, avant celui sur l'Hermione, en 1780,.
Elle est coulée au large de Charleston, le 14 août 1777 par la flotte anglaise.

## Histoire

### Le navire
Il a été construit  en 1771 aux chantiers Chaigneau et Bichon à Lormont (lieu-dit Carriet), sous le nom de Comtesse de Richemond, pour Pierre Richet, armateur bordelais qui l'utilise pour trois voyages aux Antilles.
La Victoire est un senault ou senau, navire de commerce, deux mats gréé de voiles carrées en brick, portant un mâtereau nommé mât ou baguette de senau en arrière du grand mât,  avec une corne enverguant un artimon, appelée voile de senau.
Le navire mesure 22 m de long, 8 m de large et 3,50 m de creux. Il jauge 268 tonneaux. Il est équipé de quelques rares canons : "deux méchants canons", selon les Mémoires de La Fayette, six petits canons selon d'autres documents d'archives. Dans une lettre à sa femme écrite à bord de la Victoire le 30 mai 1777, La Fayette lui avoue : "nous courons quelques dangers, parce que nous risquons d'être attaqués par des vaisseaux anglais et que le mien n'est pas de force à se défendre".
En 1775, il est vendu 25 000 lires au négociant Labat de Serène qui le rebaptisera Bonne Mère, et l'affecte à deux voyages en droiture pour la colonie de Saint-Domingue. Il est revendu, en février 1777, au négociant Louis Lanoix, et prend le nom de Clary avant de devenir La Victoire après l'achat par La Fayette.

### Achat par La Fayette
Le 9 décembre 1776, La Fayette s'engage auprès de l'ambassadeur américain Benjamin Franklin à fournir un navire chargé de vivres et de munitions aux Insurgents.
L'ami du père de La Fayette, le comte de Broglie, va l'aider dans sa recherche de navire. C'est le frère de son secrétaire, François-Augustin Dubois-Martin, qui va repérer à Bordeaux un navire pouvant faire l'affaire.
La Fayette est riche mais il n'est pas majeur, c'est donc le comte de Broglie qui régla le premier versement de 26 000 livres tournois, Pierre de Larquier, le beau-frère de Dubois-Martin, prêtant les 3 000 livres restantes.
Il ne faut pas oublier en plus du coût du vaisseau de 29 000 livres la cargaison et l’armement du navire sans quoi l’expédition n’aurait pas été possible pour un coût de 83 000 livres, dont 10 000 livres réglé par les Broglie de Ruffec et 73 000 livres réglé par les familles Boismartin, Kalb, Larquier et Saint Cric.
La Victoire arrive sans encombre le 12 juin 1777 à Charleston, recharge une nouvelle cargaison de riz pour Saint-Domingue. Mais le 14 août 1777, alors qu'il quitte le port, il est touché par des navires anglais et coule dans la rivière de Charleston. Il ne reste de ce navire aucune trace, aucun plan, aucune gravure.